# Jacob Katz
Jacob Katz (hebreo: יעקב כ"ץ) (n. 15 de noviembre de 1904, Magyargencs, Hungría - f. 20 de mayo de 1998, Israel) fue un historiador, educador y ensayista israelí nacido en Hungría. 

## Obras
- Tradition and Crisis: Jewish Society at the End of the Middle Ages
- From Prejudice to Destruction: Anti-Semitism, 1700-1933
- Exclusiveness and Tolerance: Studies in Jewish-Gentile Relations in Medieval and Modern Times
- The Darker Side of Genius
- Out of the Ghetto: The Social Background of Jewish Emancipation, 1770-1870
- The "Shabbes Goy"
- A House Divided: Orthodoxy and Schism in Nineteenth-Century Central European Jewry
- Jews and Freemasons in Europe 1723-1939, Harvard University Press, 1970.